# Hans Joachim Haltmeyer
Hans Joachim Haltmeyer (auch Hans Joachim Haltmayer) (* 4. Dezember 1614 in St. Gallen; † 26. Mai 1687 ebenda) war Apotheker und Bürgermeister von St. Gallen (Schweiz).

## Leben
Haltmeyer war das älteste Kind von Marx Haltmeyer (* 23. September 1588; † 21. September 1635), Apotheker und Zunftmeister der Schneider, sowie von dessen Ehefrau Elisabeth (* 22. Juni 1592; † 2. November 1635), Tochter von Melchior Rothmund. Er hatte noch acht Geschwister.
Er war, ebenso wie sein Vater, Apotheker und von 1654 bis 1656 Zunftmeister der Schneiderzunft. In der Zeit von 1645 bis 1680 war er auch Honigschauer (Qualitätsprüfer).
Von 1648 und 1653 war er als Stadtrichter tätig und 1656 erfolgte seine Wahl zum Ratsherrn.
Von 1660 bis 1687 bekleidete er im Wechsel mit David Cunz, Hans Joachim Friedrich (gewählt 1655), Friedrich Buchmann (gewählt 1663), Othmar Appenzeller (gewählt 1664) und Joachim Kunkler (gewählt 1670) im Dreijahresturnus die drei höchsten Stadtämter Reichsvogt, Amtsbürgermeister und Altbürgermeister; in dieser Zeit war er von 1665 bis 1687 Bannerhauptmann und von 1668 bis 1687 eidgenössischer Kriegsrat.
1681 erfolgte seine Entsendung als Gesandter an den Hof von Ludwig XIV.
Haltmeyer war verheiratet mit Barbara, Tochter des David Locher (1586–1645), Elfer und Mitglied der Weberzunft. Gemeinsam hatten sie elf Kinder, von denen ihr Sohn, Marx Haltmeyer (* 1640 in St. Gallen; † 1702 ebenda), der ebenfalls Apotheker wurde, 1683 eine Chronik der Stadt St. Gallen herausgab.

## Schriften (Auswahl)
- Andreas Gryphius; Joachim Kunkler; Othmar Appenzeller; Hans Joachim Haltmeyer; Jacob Hochreutiner; Jakob Redinger: Der Sterbende Aemilius Paulus Papinianus Trauer-Spil. Von einer Jungen Burgerschafft der Statt St. Gallen etliche mahl auff offentlichem Schau-Platz gehalten/ Im Herbstmonat deß 1680. Jahrs. St. Gallen Redinger 1681.
- Joseph Hall; Othmar Appenzeller; Friderich Buchman; Hans Joachim Haltmeyer; Johannes Zollikofer; Johannes Zollikoffer: Feurige Pfeile des Satans außgelöscht. Oder XXX. Versuchungen des Satans beantwortet und hindertrieben: Zu erfreulichem Behülff/ kräfftigem Trost und Beschirmung der schwachen Christen/ in diesen sorglichen/ verführischen und gefährlichen Zeiten. Basel König 1679.
- Johann Heinrich Heidegger; Leonhard Laurenz Högger; Joachim Kunkler; Othmar Appenzeller; Johann Joachim Haltmeyer; Kaspar Kuntze; Tobias Schobinger; Sebastian Högger; Georg Högger; Johannes Spengler; Beat Ludwig Thormann; Conrad Locher; Johann Heinrich Erni; Jakob Hofmann; Christoph Mittelholzer; Bartholomaeus Wegelinus; Sebastian Hoegger; Sebastian Giller; Christian Huber: Disputatio Textualis Ad Ezechiel. XXXIII. II. De Misericordia Dei Erga Peccatorem Poenitentem. Zürich 1781.